# Якин, Боаз
Боаз Якин (англ. Boaz Yakin; родился в 1966 году в Нью-Йорке, США) — американский кинорежиссёр, сценарист и продюсер.

## Биография
Боаз Якин родился в Нью-Йорке в творческой семье. Окончив школу, поступил в киношколу при городском колледже Нью-Йорка, продолжил обучение в Нью-йоркском университете. Свой первый контракт на сценарий заключил в возрасте 19 лет.
Состоял в браке с израильским клипмейкером Алмой Харель. Пара развелась в 2012 году.
Его драма о Холокосте «Смерть в любви» дебютировала в январе 2008 года.
Он был членом Американского жюри на кинофестивале Sundance 2009 года.
В 2010 году стало известно, что Якин станет режиссёром «Сочувствия дьяволу» с Сэмюэлем Л. Джексоном и Джошем Дюамелем.
Семейный фильм «Макс» был выпущен Warner Bros. и MGM 26 июня 2015 года.

## Фильмография

### Режиссёр
- (1994) Дерзкий
- (1998) Дороже рубинов[англ.]
- (2000) Вспоминая титанов
- (2003) Городские девчонки
- (2008) Смерть в любви[англ.]
- (2012) Защитник
- (2015) Макс

### Сценарист
- (1989) Каратель
- (1990) Новичок
- (1994) Дерзкий
- (1998) Дороже рубинов[англ.]
- (1999) От заката до рассвета 2: Кровавые деньги Техаса
- (2004) Грязные танцы 2: Гаванские ночи
- (2008) Смерть в любви[англ.]
- (2010) Принц Персии: Пески времени
- (2012) Защитник
- (2013) Иллюзия обмана
- (2015) Макс